# 庙坝站
庙坝站位于重庆市江北区复盛镇庙坝村，是渝怀铁路和重庆东环线的交汇车站，由中国铁路成都局集团涪陵车务段管辖。本站原有重庆北-秀山的慢车办理通勤业务，目前不办理客货运业务。庙坝站最初随渝怀铁路于2006年1月15日开通。因车站货运量小，车站在2013年渝怀铁路重庆至涪陵段二线工程中撤销。
2017年开工的重庆东环线经过庙坝站，东环线正线外包渝怀铁路正线，并设有渡线联络；并于渝怀铁路重庆方向建设果园港线路所至皂角树线路所的东渝联络线，双向联络重庆北和珞璜南。为配合东环线施工，本站至果园港区间改为单线行车。2020年6月20日东环线庙坝站开通，为东环线工程首个开通的车站，意味着东环线工程建设所需的大宗物资机械设备可通过铁路运输至施工现场。2021年1月6日东环线经过拨接后完全接入渝怀铁路庙坝站，本站至果园港恢复双线运输。2022年5月8日，果园港线路所内道岔改造完成，标志着东渝联络线施工完成。2022年12月30日车站正式运营。